# Valério Romão
Pour les articles homonymes, voir Romao.
Valério Romão est un auteur portugais né en 1974 (année de la révolution des Œillets) en France et vit aujourd'hui à Lisbonne.  Il est romancier mais également poète, traducteur (Virginia Woolf, Samuel Beckett) et homme de théâtre. Il publie son premier roman au Portugal, Autismo, en 2012. L'ouvrage est traduit et publié en France en septembre 2016. Ses deux œuvres suivantes sont également traduites en français. 

## Biographie
Né en France, à Clermont-Ferrand, il fréquente une école catholique dont il garde de mauvais souvenirs. À l'âge de dix ans il rentre au Portugal et retourne avec ses parents habiter à Tavira en Algarve, ville d'origine de sa famille. Après des études de philosophie à Lisbonne, il devient chef des services informatiques dans une entreprise lisboète bien qu'il cultive depuis l'adolescence le goût de la littérature. En 2012, il se lance en littérature et publie un roman Autismo, qui est traduit en français en 2016 sous le titre Autisme par Élisabeth Monteiro Rodrigues aux éditions Chandeigne. Cet ouvrage lui vaut d'être sur la liste finale du prix Femina étranger 2016.

## Œuvre
Inspiré par Murakami, Buzzati ou Kafka, l'auteur possède une syntaxe fleuve qui malgré le manque de ponctuation se caractérise par un rythme saccadé. Son style s'est distingué par son caractère "radical" qui fait écho aux thèmes complexes qu'il aborde. Son bilinguisme et ses travaux de traducteur expliquent à la fois son intérêt pour la construction syntaxique et la musicalité qui émane de son écriture. Il s'intéresse notamment au dysfonctionnement des structures familiales "traditionnelles" en choisissant parfois les enfants comme témoins privilégiés des tragédies qu'il décrit. L'auteur considère la cellule familiale comme un lieu  d'expérimentation humaine et littéraire ; c'est selon lui "un kaléidoscope qui permet d'étudier toutes les facettes du comportement humain". 
En 2012, il entame la publication d'une trilogie consacrée aux "paternité ratées" ("paternidades falhadas" en portugais). À travers le prisme de la fiction, Autisme dépeint  le combat sans relâche d'un couple pour leur fils Henrique diagnostiqué autiste. Il dresse un constat de l'absence de structures adaptées, du manque d'accompagnement, de la solitude et du désarroi des parents d'enfants autistes dans le monde contemporain. Fruit d'une expérience personnelle, Autisme est à la fois le récit d'une lutte quotidienne particulière et envahissante et d'une réflexion universelle, sur la parentalité, la transmission et le couple. La trame principale est entrecoupée de scènes de la vie quotidienne : l'écriture est rythmée par l'enchâssement du drame et de banalité et par de réguliers va-et-vients temporels. Le deuxième opus de la trilogie est paru en 2013 au Portugal et est traduit en français en septembre 2019. 

### Romans
- Autismo, 2012, editora Abysmo, Portugal, premier titre de la trilogie "Paternidades falhadas"
- Da família , 2013, editora Abysmo, Portugal
- O da Joana, 2013, editora Abysmo, deuxième volume de "Paternidades falhadas"
- Dez razões para aspirar a ser gato, 2015, editora Mariposa Azual, Portugal
- Autisme, 2016, éditions Chandeigne, France, traduction du portugais par Elisabeth Monteiro Rodrigues.
- De la famille, 2018, éditions Chandeigne, traduction du portugais par Elisabeth Monteiro Rodrigues (à l'occasion de cette traduction, la traductrice obtient le "Grand prix de la traduction de la ville d'Arles" 2018[16]
- Les eaux de Joana, 2019, éditions Chandeigne, traduction du portugais par João Viegas.
- Manquer à l'appel, 2022, éditions Chandeigne, traduction du portugais par João Viegas.